# Голдобин, Валерий Петрович
Валерий Петрович Голдобин (Болгари) (род. 9 мая 1946, Горлово, Московская область) — советский хоккеист, вратарь. Мастер спорта СССР. Заслуженный тренер УССР (1989). Судья национальной категории (1993).

## Биография
Воспитанник «Крыльев Советов». Был в составе команды в чемпионате СССР 1963/64, количество проведённых игр неизвестно. Выступал за команды «Спутник» Нижний Тагил (1964/65 — 1967/68), «Автомобилист» Свердловск (1968/69 — 1972/73), «Химик» / «Шинник» Омск (1973/74 — 1974/75, 1978/79), «Сокол» Киев (1975/76 — 1978/79), «Рубин» Тюмень (1979/80), «Машиностроитель» Киев (1980/81).
Окончил ГИФК Киев (1981). Старший тренер в школе «Сокола» (1981—1990). Тренер юниорской сборной СССР на чемпионате Европы 1990 — второе место, тренер молодёжной сборной СССР — СНГ на чемпионате мира 1992 — первое место.
Тренер в киевском «Соколе» (1992—1994). Сменил фамилию на Болгари. Тренер в школе «Динамо» Москва (1997—2000), тренер в «Нефтехимике» (2001/02), «Сибири» (2002/03). Главный тренер ЦСКА-2 (2002/03 — 2003/04), тренер в ХК МВД (2004/05). Главный тренер команд «Дмитров-2» (2005/06) и «Дмитров» (2005/06 — 2006/07). В сезоне 2007/08 — тренер в «Соколе» Киев и в сборной Украины. Тренер в клубах «Торпедо» Нижний Новгород (2010/11), «Нефтехимик» (2012/13), «Спутник» Нижний Тагил (2014/15).
В числе воспитанников — Алексей Житник, Юрий Гунько, Алексей Поникаровский, Виталий Люткевич, Эдуард Кудерметов, Василий Бобровников.